# Grand Park
Le Gloria Molina Grand Park, communément appelé Grand Park, est un parc situé dans le centre-ville de Los Angeles, en Californie.
Il porte à sa création en 1966  le nom de Civic Center Mall avec des places, des fontaines et une cour des drapeaux. Il a fait partie du réaménagement plus vaste connu sous le nom de Grand Avenue Project (en) à partir de juillet 2012. Le parc accueille divers événements.
Grand Park s'étend entre l'hôtel de ville de Los Angeles et le Los Angeles Music Center sur Grand Avenue (en). Il est conçu pour être adapté aux piétons et relie Bunker Hill au centre-ville.
Il devrait accueillir plusieurs épreuves des Jeux olympiques d'été de 2028 à l'exemple du marathon.
Le parc porte le nom de la personnalité politique Gloria Molina (en).